# 額田寺
額田寺（がくでんじ）は、大阪府東大阪市にある真言宗系単立の寺院。

## 歴史
この地の豪族であった高内重行が応永2年（1395年）に記した『ぬかた縁起』によれば、重行の先祖で額田首であった高内皆人が、京から高野山へと向かう弘法大師（空海）の宿泊場所として弘仁年間（810年 - 824年）に建立したとされる。この際に大師が薬師如来像を刻んで安置するなどした。

### 近代
天正年間（1573年 - 1593年）に建立された本堂があったが1939年（昭和14年）に火災で焼失。この際に本尊であった薬師如来像が辛うじて仏像と判る程の大きな被害を受けたほか、慈雲に縁があり明治初頭に廃絶した不動寺から移され大師自刻とされる不動明王像なども焼失した。現在の本堂は1981年（昭和56年）に再建されたもの。なお、寺の周りには寺にちなんだ地名が残り、昭和30年代には寺の周辺より鎌倉時代から室町時代の瓦が見つかるなど、かつては広大な寺域を持っていたとされる。
2006年（平成18年）、一人の僧侶が北条鉄道のボランティア駅長制度（ステーションマスター）に応募し、播磨下里駅に「下里庵」という寺を開いて駅長住職となった。この僧侶が2009年（平成21年）から当寺の住職を務めている。

## 札所
河内西国霊場
21 叡福寺　--　22 額田寺　--　23 玄清寺